# Club Deportivo Linares
Maillots
Le Club Deportivo Linares était un club de football espagnol basé à Linares, en Andalousie. Le club, fondé en 1990, disparait en juillet 2009.

## Histoire
Le CD Linares est fondé en 1990, après la disparition du Linares Club de Fútbol.
Le club évolue pendant 8 saisons en Segunda División B (troisième division) : lors de la saison 2000-2001, puis de 2002 à 2009. Il obtient son meilleur classement en troisième division lors de la saison 2005-2006, où il se classe 4e du Groupe IV, avec 16 victoires, 12 matchs nuls et 10 défaites. Cette bonne performance lui permet de participer aux Playoffs pour la montée en Segunda División (deuxième division).